# Das Geheimnis der alten Mamsell (Roman)

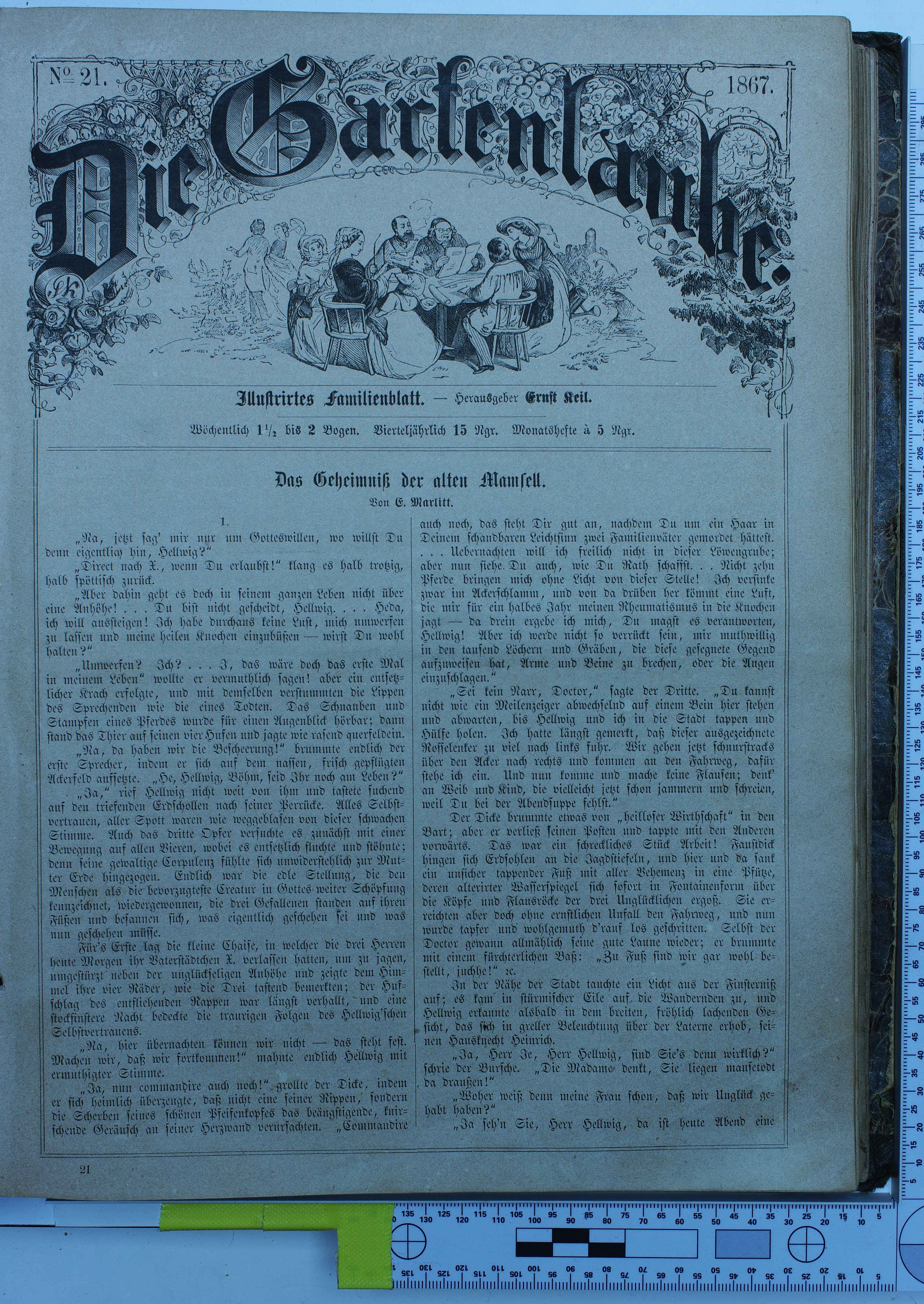
Die Titelseite der ersten Folge in der Gartenlaube

Das Geheimnis der alten Mamsell (auch: Das geheimnisvolle Waisenmädchen) ist ein Roman (Familiendrama, Kriminalroman, Liebesroman), den E. Marlitt 1867 als Fortsetzungsroman in der Gartenlaube veröffentlicht hat. Die erste Buchausgabe folgte 1868 im Leipziger Gartenlauben-Verlag Ernst Keil. Die Illustrationen der frühen Buchausgaben stammen von Carl Koch.
Der Roman erzählt die Geschichte der jungen Waisen Felicitas, die in eine Pietistenfamilie gerät, in der ihr viele Vorurteile begegnen, bis sich am Ende herausstellt, dass sie eine Erbin des alten Adelsgeschlechts ist, das von ihrer frömmlerischen Ziehfamilie um sein Vermögen betrogen wurde.

## Handlung

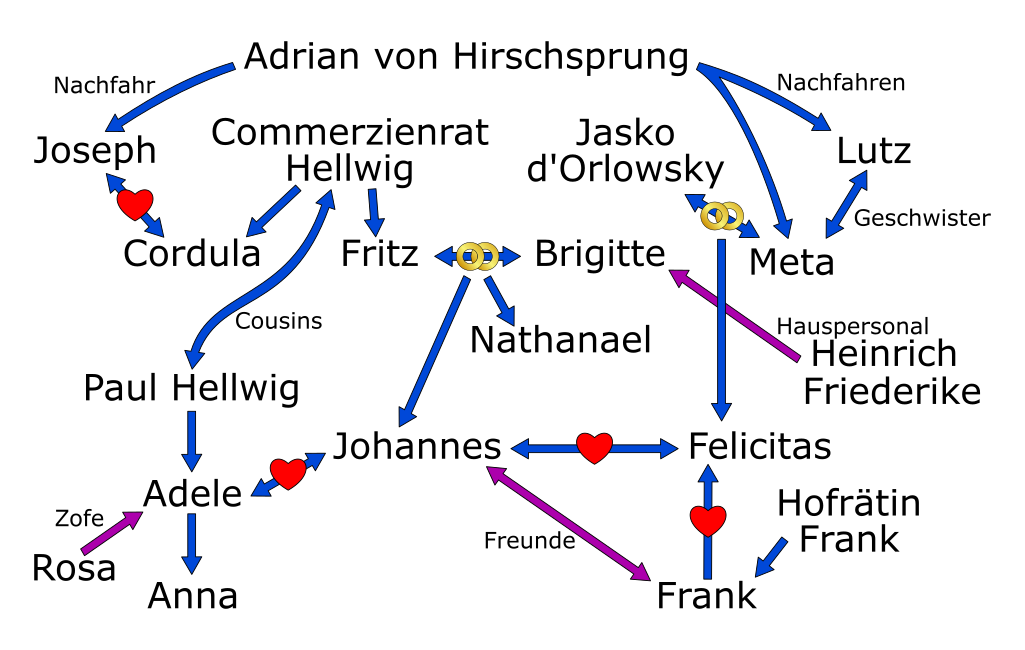
Figurenbeziehungen in Das Geheimnis der alten Mamsell

Ort der Handlung ist ein nur mit X bezeichnetes Städtchen in Thüringen (gemeint ist Arnstadt), die Zeit die Gegenwart der Autorin, also die 1860er Jahre.
Kapitel 1–4. Im Städtchen ist Jasko d’Orlowsky zu Gast, ein reisender polnischer Taschenspieler. Seine junge Frau Meta tritt in der Vorstellung als Schildjungfrau auf: „Sechs Mann Militär werden mit scharfgeladenem Gewehr auf sie schießen, und sie wird mit einem Hieb ihres Schwertes die sechs Kugeln in der Luft zerhauen.“ Der Trick geht schief und Meta wird von einer Kugel tödlich getroffen. Unter den Zuschauern befindet sich Fritz Hellwig, ein reicher Kaufmann im Ruhestand. Das Schaustellerpaar hat ein Kind, die vierjährige Felicitas, genannt „Fee“. Da es der letzte Wunsch Metas war, dass die Tochter nicht beim fahrenden Volk aufwachsen sollte, nimmt Hellwig sie mit in seinen Haushalt, wo das Mädchen von Privatlehrern sorgfältig erzogen wird.
Kapitel 5. Als Fritz Hellwig fünf Jahre später stirbt, beginnt für Felicitas eine Leidenszeit, denn aufgrund ihrer obskuren Herkunft wird sie von der Restfamilie nun offen abgelehnt: von Hellwigs Witwe Brigitte, einer frömmlerischen und von Vorurteilen getriebene Pietistin, und von den beiden Söhnen des Hauses, Johannes und Nathanael. Weil Hellwig bestimmt hatte, dass Felicitas nicht aus dem Hause gewiesen werden dürfe, kann sie bleiben, jedoch endet der Privatunterricht und Felicitas wird zur Magd erniedrigt. Der drei Jahre ältere Nathanael schockiert sie mit Informationen über ihre Herkunft, die bisher vor ihr verborgen gehalten wurden. Wie Puzzleteilchen wird sie dann im Laufe der Handlung immer mehr Hinweise auf ihre Identität finden. Zu Felicitas’ Vormund wird Johannes Hellwig bestellt, dieser bleibt allerdings weitgehend unsichtbar, denn er lebt in Bonn: zunächst als Schüler im Institut seines streng protestantischen Verwandten Paul Hellwig, dann als Medizinstudent.
Kapitel 6–9. Gewogen bleibt Felicitas nur Hausknecht Heinrich, der auch auf freundschaftlichem Fuße mit der „alten Mamsell“ steht: Fritz Hellwigs unverheirateter Schwester Cordula, die vor aller Welt verborgen in einer Mansarde des Hinterhauses lebt. Verantwortlich für Cordulas Verbannung ist die strenggläubige Brigitte, die Cordulas „unheiliges Klavierspiel“ immer abgelehnt hatte. Cordula gilt als Freigeist und Gottesleugnerin. Vor allem aber nimmt man Cordula übel, dass sie einst ihren Vater ins Grab gebracht haben soll. Von ihrem Klavierspiel angezogen, klettert Felicitas über die Dächer in die Wohnung der Mamsell. Was sie dort vorfindet, ist ein wahrhaft paradiesisches kleines Refugium: Räume voller Vögel, Blumen und kostbarer Autographen alter Komponisten, aus denen Cordula auf dem Flügel spielt. In den folgenden Jahren übernimmt sie an dem Mädchen Mutterstelle, bildet und erzieht sie und lehrt sie wahres Christentum im Sinne tätiger Nächstenliebe, das in schroffem Kontrast zum kaltherzigen Protestantismus der übrigen Hellwig-Familie steht. Die alte Mamsell hat jedoch ein Geheimnis, das sie in einer grauen Schachtel verbirgt: „Es muß vor mir sterben … und ich kann es doch nicht sterben sehen!“
Kapitel 10–13. Neun Jahre später. Johannes ist in Bonn Augenarzt und Professor geworden. Durch seinen Verwandten Paul Hellwig ergab sich für Johannes Umgang mit dessen Tochter Adele, die gern seine Frau würde. Die junge Witwe eines Regierungsrates ist reizend und hübsch, erweist sich bald aber als außerordentlich ungebildet, materialistisch und oberflächlich. Da Adeles Tochter, die kleine Anna, an Skrofeln leidet, schickt Johannes beide in seine Heimatstadt, wo eine neu entdeckte Heilquelle auf Linderung hoffen lässt. Sie ziehen in sein Elternhaus ein, in das er wenig später auch selber zurückkehrt. Felicitas, die inzwischen zur jungen Frau herangereift ist, erregt nach und nach seine Liebe; Felicitas jedoch kann nicht vergessen, wie vorurteilsvoll und lieblos er sie früher behandelt hatte, und fühlt zunächst nur Hass gegen ihn. Tatsächlich zeigt Johannes sich aber gewandelt und wendet sich vom rigiden Vorurteilsdenken seiner Mutter ab. Felicitas begegnet er mit Taktgefühl, seine Patienten behandelt er ohne Ansehen ihrer Zahlungsfähigkeit, auch pflegt er freundschaftlichen Verkehr mit dem jungen Rechtsanwalt Frank, einem Advokaten jener Frauenbildung, die seiner Mutter so sehr zuwider ist.
Kapitel 14–17. Frank und Johannes stehen unter dem Eindruck des (abgeschmackten) Charmes von Adele und des (tiefgründigen) Zaubers von „Fee“, wobei der Vergleich stets zugunsten der Letzteren ausfällt. Als die kleine Anna beim Spiel mit Streichhölzern versehentlich ihr Kleid in Brand setzt, ist es Felicitas, die dem Kind das Leben rettet, während Adele nur im Sinn hat, ihre eigene Toilette in Sicherheit zu bringen. Felicitas löscht den Brand, indem sie mit dem Kind in den Mühlbach springt, freilich mit der Folge, dass Anna sich ein lebensbedrohliches Erkältungsfieber zuzieht. An ihrem vieltägigen Krankenbett kommen Felicitas und Johannes sich näher und beginnen allmählich, einander besser zu verstehen.
Kapitel 18–19. Nachdem Johannes und Adele zu einer gemeinsamen Ferienreise aufbrechen, erleidet Cordula einen Schlaganfall. Damit Felicitas nicht, wie die Sterbende wünscht, sofort das Gericht benachrichtigen kann, sperrt Brigitte sie vorübergehend ein. Nach Cordulas Tod durchwühlt sie deren Wohnung nach Wertsachen, findet aber nur die Autographen, die sie nicht nur für sündhaft, sondern auch für wertlos hält und verbrennt, darunter auch die unwiederbringliche Originalpartitur der einzigen Oper Johann Sebastian Bachs.
Kapitel 20–23. Als Johannes und Adele von ihrer Reise zurückkehren, ist Johannes weiter gewandelt und fühlt sich Felicitas noch näher. Inzwischen wurde Cordulas Testament eröffnet. Die Verstorbene hatte darin das Adelsgeschlecht von Hirschsprung zum Erben eingesetzt, von dem allerdings nur noch eine Kieler Seitenlinie existieren soll. Rechtsanwalt Frank macht sich, als Kurator der Hinterlassenschaft, auf die Suche. Cordula hatte weiterhin bestimmt, dass die Autographen verkauft werden und der Erlös den Brüdern Johannes und Nathanael zukommen solle. Brigitte schuldet ihren Söhnen nun einen hohen Geldbetrag.
Kapitel 24–25. Längst erwidert Felicitas Johannes’ Liebe. In demselben Maße wie ihre Zuneigung wächst jedoch auch ihre Sorge, dass das Geheimnis der „alten Mamsell“ bekannt werden könnte. Denn dieses Geheimnis kann seiner Familie, und damit auch ihm, offensichtlich zum Nachteil gereichen. Um die graue Schachtel zu bergen, klettert sie ein weiteres Mal über die Dächer in Cordulas Wohnung. Glücklich findet sie das Versteck und entdeckt, dass die Schachtel ein altes Tagebuch birgt. Verfasser war Joseph von Hirschsprung, Sohn eines armen Schuhmachers und später Student in Leipzig. Joseph und Cordula waren Liebende gewesen, und während einer schweren Krankheit war Cordula ihm verbotenerweise nach Leipzig nachgereist und hatte ihn bis zu seinem Tode gepflegt.
Über die Liebesgeschichte hinaus enthält das Tagebuch auch das eigentliche Geheimnis der „alten Mamsell“: Joseph war ein Nachfahre des Ritters Adrian von Hirschsprung. Dieser war als guter Katholik im Dreißigjährigen Krieg von schwedischen Soldaten getötet worden, hatte den Familienschatz vorher aber noch vergraben können. Als dieser Jahrhunderte später bei Bauarbeiten zufällig wieder ans Licht kam, behielten Fritz und Paul Hellwig die Kostbarkeiten, die von Rechts wegen den Hirschsprung’’schen Erben – Joseph also – gehörten, für sich. Cordula, die eigentliche Entdeckerin des Schatzes, stellte ihren Vater damals zur Rede, was ihn jedoch so in Harnisch brachte, dass er darüber starb. Schuldgebeugt über seinen Tod beschloss Cordula, die Familienschande mit in ihr Grab zu nehmen.
Kapitel 26–27. Bevor Felicitas das Tagebuch vernichten kann, gelingt es der misstrauischen und eifersüchtigen Adele, ihr das Büchlein zu entreißen. Johannes wird Zeuge dieser Szene und verlangt, dass Adele ihm das Buch überlässt. Nach der Lektüre ist er über die Schande seiner Altvorderen im Bilde und beschließt, die Hirschsprung’schen Erben zu entschädigen. Adele, die zuvor oft einen auffälligen goldenen Armring getragen hatte, gesteht, dass ihr Vater sie kurz vor seinem Tode in die Sache eingeweiht und ihr aus der Hirschsprung’schen Hinterlassenschaft auch diese Preziose geschenkt hatte.
Kapitel 28. Die Erben werden schließlich gefunden, aus Kiel reist der Rittergutsbesitzer Lutz von Hirschsprung an. Es stellt sich heraus, dass Meta d’Orlowsky, Felicitas’ Mutter, seine Schwester war. Die Eltern hatten sie nach der Heirat mit dem Taschenspieler verstoßen. Da der rechtmäßige Eigentümer das ihm vorenthaltene Vermögen nun zurückerhält und die Familienschande der Hellwig getilgt ist, kann Felicitas Johannes endlich auch ihr Jawort geben.

## Entstehung, Rezeption und Wirkung

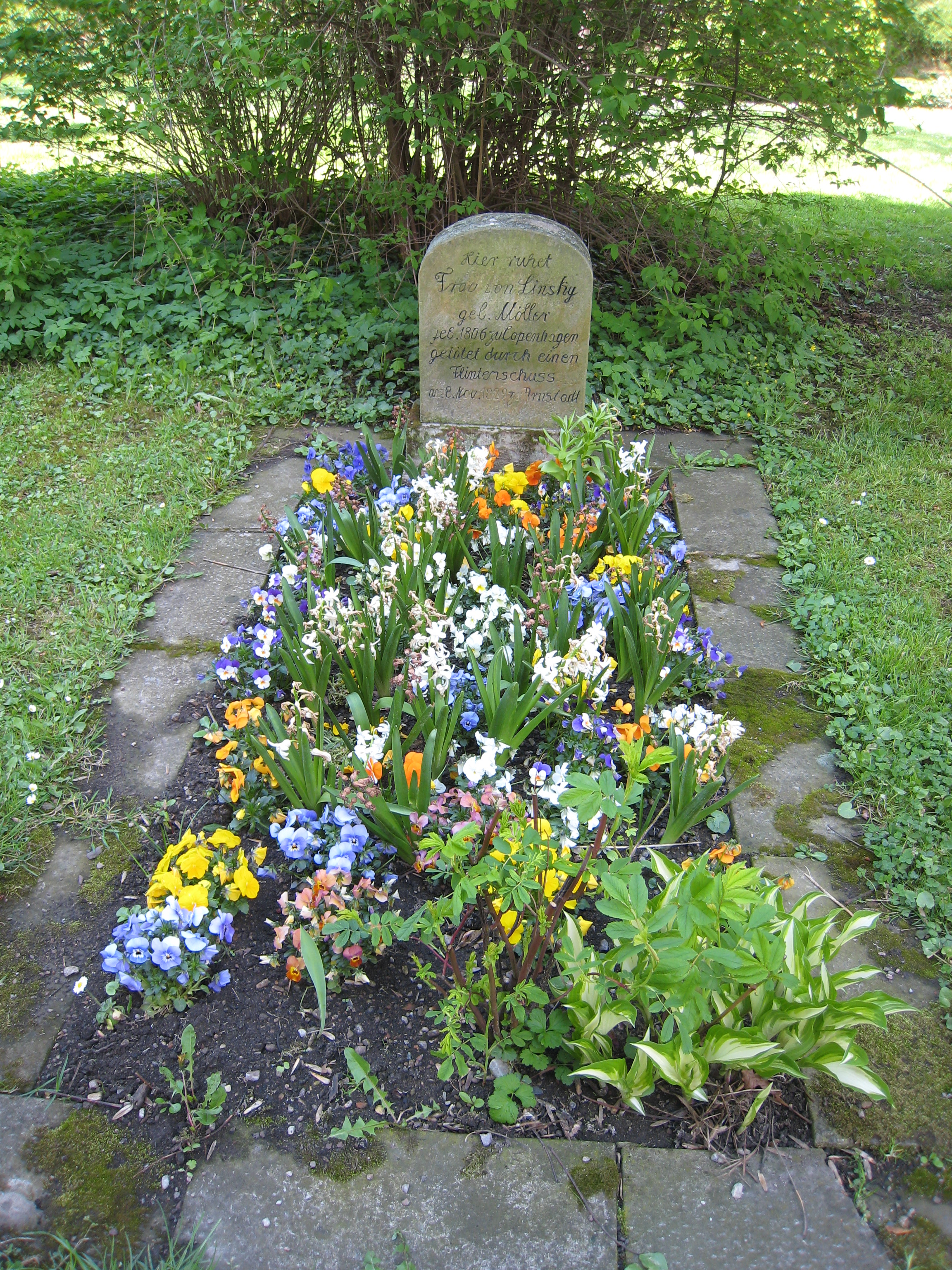
Grabstein der Frau von Linsky am Alten Friedhof in Arnstadt; sie war das Vorbild für die Figur der Meta

Die Inspiration für die Figur der Meta (Felicitas’ Mutter) hat die Schauspielerin Emilie von Linsky geliefert, die 1829 in Arnstadt bei einem Bühnenunfall ums Leben kam.
Carl Moßberg adaptierte das Werk 1868 für die Bühne.
Mark Twain zitierte 1880 einen Satz aus „The Old Mamselle’s Secret“ by Mrs. Marlitt als Beispiel für unmöglich kompliziert konstruierte deutsche Sätze in: The Awful German Language („Wenn er aber auf der Strasse der in Sammt und Seide gehüllten jetz sehr ungenirt nach der neusten mode gekleideten Regierungsrathin begegnet…“) Der Roman wird als „a popular and excellent German novel“ apostrophiert.
In seinem Sammelband Nach berühmten Mustern publizierte Fritz Mauthner 1897 eine parodistische Erzählung Das Geheimnis der ledernen Hose. Eine weitere Parodie hat 1926 Hermann Richter unter dem Titel Das Geheimnis der kalten Mamsell veröffentlicht.
Das immens populäre Buch wurde mehrfach als Film adaptiert, erstmals 1917 mit Edith Meller als Felicitas.
1925 erschien eine von Paul Merzbach für die Deutsche Vereins-Film AG inszenierte Kinofilmfassung (Stummfilm) Das Geheimnis der alten Mamsell mit Marcella Albani (Felicitas), Frida Richard (Dortje = Mamsell) und Guido Parisch (Vladimir = Johannes) in den Hauptrollen. Das Drehbuch besorgte Fanny Carlsen.
Für das ZDF produzierte Charmier-Film 1972 eine Fernsehadaption Das Geheimnis der alten Mamsell. Regie führte Herbert Ballmann, das Drehbuch schrieb Karl Wittlinger. Die Hauptrollen spielten Giulia Follina, Brigitte Horney und Volkert Kraeft.

## Ausgaben (Auswahl)
- Das Geheimnis der alten Mamsell. Ernst Keil, Leipzig 1868.
- Das Geheimnis der alten Mamsell. Zenodot, 2015, ISBN 978-3-8430-7500-8.
- Das Geheimnis der alten Mamsell. e-Artnow, 2017, ISBN 978-80-268-6206-2.
- Das Geheimnis der alten Mamsell. Audible, 2013 (Hörbuch, ungekürzte Lesung von Gabriele Blum).

- The Old Mam'selle's Secret. J. B. Lippincott & Co, Philadelphia 1880 (englischsprachige Ausgabe).